# Anna Hviid Bang
Anna Hviid Bang (født 22. februar 2004 i Odense) er en kvindelig dansk håndboldspiller som tidligere har spillet for GOG U19 liga og Gudme HK. Anna Hviid Bang var en del af bruttotruppen til ungdomslandsholdet, hvor hun spillede højre back. Hun deltog ved U/18-VM i håndbold 2022 i Nordmakedonien.
Anna Hviid Bang spiller nu for EH Aalborg. Fra 2025-26 sæsonen har hun indgået en aftale med Aarhus Håndbold.